# Henry St John (1er vicomte St John)
Henry St John, 1er vicomte St John (baptisé le 17 octobre 1652 - décédé le 8 avril 1742), de Lydiard Tregoze, Wiltshire ; Battersea, Surrey ; et Berkeley Street, Westminster, Middlesex, est un homme politique anglais. En 1685, il est gracié pour un meurtre.

## Biographie
Il est né en 1652, premier fils de Walter St John (3e baronnet) et de sa femme Johanna St John.
Il fait ses études au Collège d'Eton et à l'Université de Cambridge où il fréquente le Gonville and Caius College en 1668-1669 et obtient son diplôme de maîtrise au St John's College en 1669. Il obtient un diplôme de DCL à l'Université d'Oxford en 1702.

## Carrière politique
Il est député pour Wootton Bassett d'octobre 1679 à mars 1681, de 1685 à 1687, 1689 à 1695 et 1698 à 1700 et pour le Wiltshire de 1695 à 1698. Il est également lieutenant adjoint (DL) à partir de 1683 et juge de paix (JP) à partir de 1685 pour le comté de Wiltshire.

## Affaire de meurtre
En novembre 1684, il est la principale figure d'une bagarre à la suite de l'acquittement d'Edward Nosworthy. Le jury du procès s'est ensuite rendu à la taverne Globe de Fleet Street où une altercation éclate entre St John et Francis Stonehouse. La cause aurait été "un discours sur le saut de chevaux" qui s'est terminé par la mort du président du jury, William Estcourt. St John et Edmund Webb, qui ont tous les deux frappé Estcourt avec leurs épées sont déclarés coupables de meurtre et condamnés à mort. La mère de St. John obtient son pardon au prix annoncé de 16 000 £. St John devait se rendre à l’étranger pendant quelque temps, mais il prend part publiquement aux élections législatives à Wootton Bassett quelques semaines après la clôture de son procès et est élu à la première législature de Jacques II.

## Famille
St John est marié deux fois: 

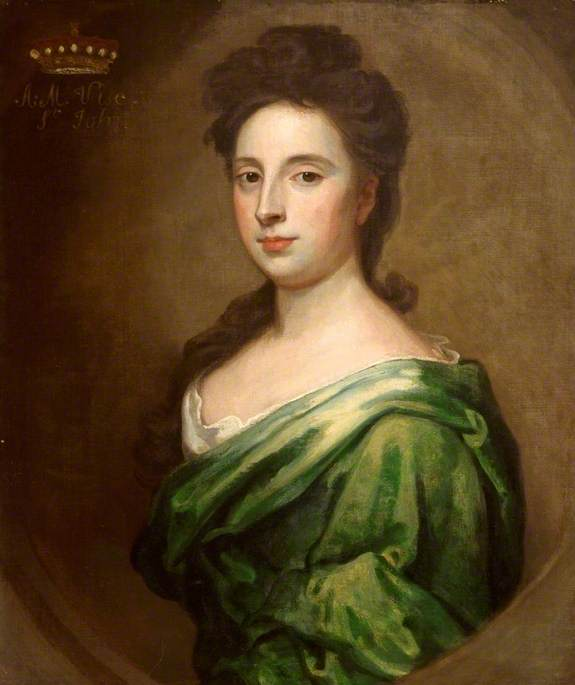
Angelica Wharton, née Pelissary, deuxième épouse de Henry St John

- Le 11 décembre 1673, avec Mary Rich (morte le 30 septembre 1678), fille de Robert Rich (3e comte de Warwick), dont il a un fils, Henry St John (1er vicomte Bolingbroke).
- Le 2 janvier 1687, Angelica Magdalena (décédée le 5 août 1736), fille de Georges de Pellissary, trésorier général des galères de Louis XIV, et veuve de Philip Wharton d’Edlington, Yorkshire, dont il a trois fils (deux qui sont morts avant leur père) et une fille[1]. Le fils survivant est Frederick St John, 2e vicomte St John (environ 1695-1749).

St John succède à son père en tant que 4e baronnet à la mort de ce dernier en 1708, puis, le 2 juillet 1716, il est nommé pair comme 1er vicomte St John et entre à la Chambre des Lords.
Le vicomte St John décède le 8 avril 1742 à l'âge de 89 ans et est enterré à l' église St Mary de Battersea.